# Myopsyche kivensis
Myopsyche kivensis là một loài bướm đêm thuộc phân họ Arctiinae, họ Erebidae.